# حفل توزيع جوائز الأوسكار الثاني والعشرون
حفل توزيع جوائز الأوسكار الثاني والعشرون (بالإنجليزية: 22nd Academy Awards)‏ هو حدث نظمته أكاديمية فنون وعلوم الصور المتحركة لتكريم أفضل الأفلام لسنة 1949. أقيم الحفل بتاريخ 23 مارس، 1950 في مسرح آر. كي. كو. بانتجس، هوليوود، كاليفورنيا، وقدّمه بول دوغلاس. في هذه الدورة، فاز فيلم كل رجال الملك بجائزة أفضل فيلم، وحاز الممثّل برودريك كروفورد على جائزة أفضل ممثّل، ونالت الممثلة أوليفيا دي هافيلاند جائزة أفضل ممثّلةٍ، وكانت جائزة الأوسكار لأفضل مخرج من نصيب المخرج جوزيف مانكيفيتس.
أكثر الأفلام ترشيحاً للحصول على جوائز كان فيلم الوريثة حيث تلقّى 8 ترشيحات، وكان كذلك أكثرها فوزاً حيث فاز بـ 4 جوائز.

## الجوائز
- جائزة أفضل فيلم:

كل رجال الملك
- جائزة أفضل مخرج:

جوزيف مانكيفيتس
- جائزة أفضل ممثّل:

برودريك كروفورد
- جائزة أفضل ممثّلة:

أوليفيا دي هافيلاند
- جائزة أفضل ممثّل مساعد:

دين جاغر
- جائزة أفضل ممثّلة مساعدة:

مرسيدس مكامبريدج
- جائزة أفضل سيناريو مقتبس:

رسالة لثلاث زوجات - جوزيف مانكيفيتس
- جائزة أفضل موسيقى تصويريّة:

يوم في المدينة - الوريثة
- جائزة أفضل تأثيرات بصريّة:

جو ينغ الجبار
- جائزة أفضل خلط أصوات:

الساعة الثانية عشر السامية

## وصلات خارجية
- حفل توزيع جوائز الأوسكار الثاني والعشرون على موقع IMDb (الإنجليزية)
- حفل توزيع جوائز الأوسكار الثاني والعشرون على موقع ميوزك برينز (الإنجليزية)
- الموقع الرسمي لجوائز الأكاديمية.
- الموقع الرسمي لأكاديمية فنون وعلوم الصور المتحركة.
- قناة جوائز الأوسكار على موقع يوتيوب (تُديره أكاديمية فنون وعلوم الصور المتحركة).
- مقتطفات فيديو من أكاديمية فنون وعلوم الصور المتحركة.